# Les aventures de Tom Sawyer (anime de 1994)
Les aventures de Tom Sawyer (ハックルベリー・フィン物語, Hakkuruberī Fin monogatari, Les aventures de Huckelberry Finn) és una sèrie de televisió anime produïda l'any 1991 per Enoki Films en 26 episodis, inspirada en les novel·les infantils Les aventures de Tom Sawyer i Les aventures de Huckleberry Finn de l'escriptor estatunidenc Mark Twain. Es va emetre al canal japonès NHK a partir de l'agost de 1994. En català se'n va comercialitzar un petit resum d'alguna de les aventures en format pel·lícula, directament distribuïda en VHS. També s'ha distribuït en diferents països, com a l'italià Canale 5 el 1992.